# Balch (cráter)
Balch es un cráter de impacto en el planeta Venus de 40 km de diámetro. Lleva el nombre de Emily Greene Balch (1867-1961), economista estadounidense y Premio Nobel, y su nombre fue aprobado por la Unión Astronómica Internacional en 1991. Originalmente se llamaba cráter de Somerville.
Aproximadamente la mitad del cráter estaba sumergido en un valle. Este cráter es uno de los pocos ejemplos de cráteres tectónicamente modificados en Venus. La ausencia de estos cráteres indica un posible cese de la deformación tectónica en Venus en algún momento de la historia.